# Puente Genil-Herrera
Puente Genil-Herrera – stacja kolejowa położona pomiędzy Puente Genil i Herrera, na granicy prowincji Sewilla i Kordoba, we wspólnocie autonomicznej Andaluzja, w Hiszpanii.
Jest częścią trasy szybkiej kolei Kordoba-Malaga. Obsługuje ona, wraz ze stacją Antequera-Santa Ana, środkową część Andaluzji.